# Pai Chieh Keng
Pai Chieh Keng (kinesiska: 耿伯介, pinyin: Gěng Bójiè), född 1917, död 1997, var en kinesisk botaniker. Han var professor vid Universitetet i Nanjing och medlem i redaktionskommittén för Flora of China. Han arbetade ofta med sin far Yi Li Keng (1897–1975), som även han var botaniker.
Auktorsnamnet Keng f. kan användas för Pai Chieh Keng i samband med ett vetenskapligt namn inom botaniken; se Wikipediaartiklar som länkar till auktorsnamnet.